# Królestwo Hidżazu
Królestwo Hidżazu (arab. ‏مملكة الحجاز‎) – historyczne państwo położone na Bliskim Wschodzie, na terenie obecnej Arabii Saudyjskiej, istniejące w latach 1916–1925.
Państwo powstało na skutek obalenia przez Arabów władzy osmańskiej i koronacji szarifa Mekki, Saida Husajna ibn Alego, na króla Hidżazu. W 1925 jego syn, Ali ibn Husajn, został obalony przez ibn Sauda, który narzucił unię z Sułtanatem Nadżdu co w 1926 doprowadziło do powstania nowego państwa Królestwa Nadżdu i Hidżazu.